# ELTE BTK Angol–Amerikai Intézet
Az ELTE BTK Angol–Amerikai Intézet az Eötvös Loránd Tudományegyetem Bölcsészettudományi Kar legnagyobb intézete. Az intézet öt tanszéket foglal magába.

## Történet
1886-ban Trefort Ágoston vallás- és közoktatásügyi miniszter kérte fel Arthur Patterson brit filológust, hogy legyen a budapesti Magyar Királyi Tudományegyetem (a mai Eötvös Loránd Tudományegyetem) első angol szakos professzora.
1898-tól az egyetem angol nyelvi lektora Arthur Battishill Yolland volt, aki 1905-ben bölcsészdiplomát szerzett, majd 1908-tól az angol nyelv és irodalom nyilvános rendkívüli, majd 1914 és 1919 között nyilvános rendes tanára volt.
1924-ben Szerb Antal szerzett magyar–német–angol szakos tanári diplomát az egyetemen.
1937-ben Szenczi Miklós felállította a lektorátust, amit 1941-től a saját fizetéséből tartott fent.
1947-ben létrejött az Amerikai és az Angol Intézet.
1947 márciusától Szenczi Miklóst bízták meg az Angol Nyelv- és irodalom Tanszék vezetésével, majd 1949-ben nyugdíjazták politikai okokból.
1947 és 1948 között Lassovszky Béla vezette az Amerikai Intézetet, melyet ezután politikai okokból megszüntettek.
Az 1949-es reform értelmében az egyetem hallgatói kétszakosak lettek és a képzést ötévessé változtatták, majd 1950-ben a képzést négy évre szállították le. Az 1950/51-es tanévtől áttértek az egyszakos tanárképzésre az egyetemen. Az élő idegen nyelv szakos hallgatók másfél szakos képzésben folytatták a tanulmányaikat. Fő szakjuk az idegen nyelv volt, és mellé egy kapcsolt szakot kellett felvenniük (magyart vagy történelmet). Két idegen nyelv szakos képzést nem engedélyezték az egyetemen. A nyugati nyelvek hallgatóinak számát jelentősen csökkentették. Az angol szakos hallgatók száma 1948 és 1950 között 100 hallgatóról lecsökkentették 12-15 főre.
1949-ben Lutter Tibort nevezték ki a tanszék élére.
1957-től ismét Szenczi Miklós vezette a tanszéket.
1968 és 1973 között Kéry László vezette az Angol Nyelv és Irodalom Tanszéket, majd 1973 és 1977 között Báti László vette át az irányítást.
1977 és 1978 között Sarbu Aladár irányította a tanszéket, majd 1978 és 1982 között Egri Péter vette át az irányítást. 1982-ben újra Sarbu Aladárt választották a tanszék élére.
1989-ben létrejött az Angol Tanárképző Központ. 2006-tól Angol Nyelvpedagógiai Tanszékként működik tovább.
1990-ben az Angol Nyelvi tanszék az Ajtósi Dürer sorra költözött a Germanisztika–Romanisztika Tanszékcsoport német részlegével és a Neveléstudományi tanszékkel együtt. Az Ajtósi Dürer Soron található épülettel 16 000 m²-rel növekedett az oktatási terület.
1990-ben Medgyes Péter megalapította az International Association of Teachers of English as a Foreign Language magyarországi szervezetét. Az 1990-es évek elején az Angol Tanszéken másodállásban oktatott Budai László.
1994-ben az angol és az amerikanisztikai szakterület oktatói elhatározták, hogy intézeti formában működnek tovább, mivel a hallgatói létszám egyre dinamikusan növekedett. A létrejött intézet négy tanszéket és az Angoltanárképző Központot foglalta magába.
2003 és 2010 a Bölcsészettudományi Kar jelentős átalakuláson ment keresztül. Az 1990-ben megszerzett, Ajtósi Dürer soron elhelyezkedő épületeket nem sikerült felújítani. Az épület eredetileg a Sacré Coeur rend tulajdonában állt, de nem kérte vissza a rend az egyetemtől. Az Ajtósi Dürer soron található épületek felújítása viszont a 2000-es évek elején időszerűvé vált. Ekkor merült fel, hogy a Rákóczi út 5. alatt található épület felújításával az Intézet visszaköltöztetése megoldható lenne. Így a 2000-es évek végére megvalósult az a cél, hogy a Bölcsészettudományi Kar összes intézete egy campuson helyezkedjen el.
2003-ban megszüntették az ELTE Tanárképző Főiskolai Kart, így létrehozták az intézetben a főiskolai angol tanszéket. A tanszék vezetésével Nádasdyné Tóth Zsuzsannát bízták meg. 2004-ben Thun Éva vette át az irányítást, majd 2005-ben a tanszék megszűnt.
2009-ben elhunyt Valló Zsuzsanna, az Angol Alkalmazott Nyelvészeti Tanszék főiskolai docense. Nyelvtanárként a Bartók Béla Zeneművészeti és Hangszerészképző Gyakorló Szakgimnázium, majd később az ELTE Tanárképző Főiskolai Karán is dolgozott.
2011-ben ünnepelte az Intézet az angol szak megalapításának 125 éves évfordulóját. Ezen alkalomból megjelent a 125 éves a budapesti angol szak c. kiadvány, amit Frank Tibor és Károly Krisztina szerkesztett.
2013-ban az ELTE Bölcsészettudományi Kar épületének folyosóin matricákat helyeztek el ismeretlenek. A matricákon antiszemita feliratokat tüntettek fel, megsértve ezzel a Kar oktatóit. Az Intézet is fellépett a rasszista támadás ellen.
2017-ben az Intézet oktatói szolidaritásukat fejezték ki a Közép-európai Egyetemmel.
2017. november 17-én elhunyt Kállay Géza, az Angol irodalom a középkorban és a kora újkorban doktori program vezetője, az intézet korábbi igazgatója és az Irodalomtudományi Doktori Iskola volt vezetője.
2022. szeptember 15-én Frank Tibor, az Angol-Amerikai Intézet egykori igazgatója és a Magyar Tudományos Akadémia rendes tagja, életének 75-ik évében elhunyt. 2022. november 29-én elhunyt az Angol Alkalmazott Nyelvészet Tanszék oktatója és vezetője, Öveges Enikő.

## Vezetés
Az Intézetnek egy igazgatója, egy kutatási igazgatója és egy tanulmányi igazgatója van.
Frissítve: 2024. március 20.
| Títulus             | Név            |
| ------------------- | -------------- |
| Intézetigazgató     | Kenyeres János |
| Kutatási igazgató   | Benczik Vera   |
| Tanulmányi Igazgató | Tiboldi Tímea  |
| Intézeti titkár     | Cseh Dániel    |
| Technikai menedzser | Lénárt Zoltán  |
| Adminisztrátor      | Papp Barbara   |

### Korábbi tanszékvezetők és igazgatók
| Tanszék/Intézet                             | Tanszékvezetők/Intézetigazgatók |
| ------------------------------------------- | --- |
| Angol Nyelv és Irodalom Tanszék (1886–1994) | Arthur Patterson (1886–1889) Arthur Battishill Yolland (1908–1946) Szenczi Miklós (1947–1949) Lutter Tibor (1949–1956) Szenczi Miklós (1957–1967) Kéry László (1967–1973) Báti László (1973–1978) Egri Péter (1978–1983) Sarbu Aladár (1983–1990) Nádasdy Ádám (1991–1992) Kniezsa Veronika (1992–1994) |
| Amerikanisztika Csoport (1990–1994)         | Kövecses Zoltán (1990–1994) |
| Angol Tanárképző Központ                    | Medgyes Péter |
| Intézetigazgatók (1994–)                    | Frank Tibor (1994–2002) Kállay Géza (2002–2006) Péter Ágnes (2004–2005) Frank Tibor (2006–?) Kállay Géza (2010) Frank Tibor (2011–2014) Kenyeres János (2015–) |

## Tanszékek
Az Intézet 5 tanszéket foglal magába.
| Tanszék                               | Tanszékvezetők |
| ------------------------------------- | --- |
| Amerikanisztikai Tanszék              | Kövecses Zoltán (1994–1997) Bollobás Enikő (1997–?) Kenyeres János |
| Anglisztikai Tanszék                  | Péter Ágnes (1994–1997) Takács Ferenc (1997–2000) Géher István (2001–2005) Ferencz Győző (2005–2009) Friedrich Judit (2009–2013) Farkas Ákos (2013–2019) Komáromy Zsolt (2019–) |
| Angol Alkalmazott Nyelvészeti Tanszék | Holló Dorottya (1994–2005) Kontra Edit (2005–2014) Csizér Kata (2014–2019) Öveges Enikő (2019–2022) Illés Éva (2022–2023) Albert Ágnes (2024–)                                  |
| Angol Nyelvészeti Tanszék             | Varga László (1994–1997) Nádasdy Ádám (1997–2004) Törkenczy Miklós (2004–2011) Szigetvári Péter (2011–2023) G. Kiss Zoltán (2024–)                                              |
| Angol Nyelvpedagógia Tanszék          | Medgyes Péter (1994–1996) Christopher Ryan (1997) Medgyes Péter (1998–2002) Major Éva (2002–2005) Uwe Pohl (2005–2010) Károly Krisztina (2014–?)                                |

## Oktatás
| Ciklus         | Szak                                                                                             |
| -------------- | ------------------------------------------------------------------------------------------------ |
| Alapképzés     | Anglisztika                                                                                      |
| Mesterképzés   | Amerikanisztika (diszciplináris) Anglisztika (diszciplináris) Angol nyelvoktató (diszciplináris) |
| Tanárképzés    | Angol nyelv és kultúra tanára                                                                    |
| Doktori képzés |                                                                                                  |

### Erasmus
Az Intézet a következő egyetemekkel van Erasmus-partnerkapcsolatban:
| - Barcelonai Egyetem - Humboldt Egyetem - Deustoi Egyetem - Comenius Egyetem - Masaryk Egyetem - Canakkalei Onsekiz Mart Egyetem - Firenzei Egyetem - Heidelbergi Egyetem - Helsinki Egyetem - Süleyman Demirel Egyetem (Isparta) - University College of Southeast Norway, Kongsberg - Konini Alkalmazott Tudományok Állami Egyeteme - Konstanzi Egyetem - Pavol Jozef Šafárik Egyetem - Leuveni Katolikus Egyetem - Lille-i Egyetem - Limericki Egyetem - Universidade Nova de Lisboa - Ljubljanai Egyetem - Łódźi Egyetem - Royal Holloway and Bedford New College, London | - Lubelski Katolikus Egyetem - Madridi Complutense Egyetem - Salfordi Egyetem - Philipps-Universität Marburg - Ludwig-Maximilians Egyetem - Università degli Studi di Napoli - Nizzai Egyetem - Ciprusi Egyetem - Opolyi Egyetem - Eszéki Egyetem - Ostravai Egyetem - Passaui Egyetem - Károly Egyetem - Eperjesi Egyetem - Lettországi Egyetem (Riga) - La Sapienza Egyetem - Spliti Egyetem - Tesszaloniki Arisztótelész Egyetem - Északi Sarkköri Norvég Egyetem, Tromsø - Utrechti Egyetem - Zágrábi Egyetem |

## Oktatók
A félkövér betűvel szedett oktatók jelenleg (2022-ben) is az intézetben oktatnak.
| Tanszék                               | Jelenlegi és egykori oktatók |
| ------------------------------------- | --- |
| Amerikanisztikai Tanszék              | Bán Zsófia, Benczik Vera, Bollobás Enikő, Cseh Dániel, Farkas Orsolya, Fehér Réka, Frank Tibor†, Hegyi Pál, William Hoversen, Jávor-Szelíd Veronika, Kenyeres János, Kodolányi Gyula, Kövecses Zoltán, Magyarics Tamás, Putz Orsolya, Szabó Éva Eszter |
| Anglisztikai Tanszék                  | Báti László, Budai László†, Czigányik Zsolt, Dávidházi Péter, Fábián Annamária, Farkas Ákos, Ferencz Győző, Friedrich Judit, Gárdos Bálint, Gellért Marcell, Géher István†, Hargitai Márta, Kállay Géza†, Kúnos László, Lojkó Miklós, Nemes Anna, Orosz István†, Perényi Erzsébet, Péter Ágnes, Péteri Éva, Pikli Natália, Ramport Eglantina, Sarbu Aladár, Szlukovényi Katalin, Takács Ferenc, Timár Andrea, Velich Andrea |
| Angol Alkalmazott Nyelvészeti Tanszék | Albert Ágnes, Asbóth László, Brózik-Piniel Katalin, Csizér Kata, Cundiff Karl, Dóczi Brigitta, Dörnyei Zoltán†, Eitler Tamás, Farkas Árpád, Illés Éva, Kálmán Csaba, Katona László, Kontra Edit, Kormos Judit, Peter Meikle†, Öveges Enikő†, Papp Nándor, Bojana Petrić, Tankó Gyula, Tartsayné Németh Nóra, Tiboldi Tímea, Valló Zsuzsanna†, Wind Attila, Wünsch Nagy Nóra, Zerkowitz Judit†                               |
| Angol Nyelvészeti Tanszék             | Bartos Huba, Burukina Irina, Marcel Den Dikken, É. Kiss Katalin, Kiss Zoltán, Lázár A. Péter, Nádasdy Ádám, Országh László†, Siptár Péter, Mark Newson, Starcević Attila, Szécsényi Krisztina, Szigetvári Péter, Törkenczy Miklós, Varga László |
| Angol Nyelvpedagógia Tanszék          | Dávid Gergely, Divéki Rita, Gall Cecília, Halápi Magdolna, Hoffmann Dorothy, Holló Dorottya, Károly Krisztina, Kimmel Magdolna, Király Zsolt, Lázár Ildikó, Major Éva, Medgyes Péter, Orosz István, Uwe Pohl, Price Beatrix, Révész Judit, Christopher Ryan, Szabó Éva, Szabó Helga, Szesztay Margit, Thurmer Andrea, Veljanovszki Dávid, Zólyomi Anna                                                                      |

## Kutatás

### Publikációk

#### Szótárak
A Lázár–Varga angol „egyetemes” szótár Lázár A. Péter és Varga György által szerkesztett angol–magyar és magyar–angol szótár.

#### Kötetek
- DEAL 2020: A Snapshot of Diversity in English Applied Linguistics[28]
- DEAL 2021: Current Explorations in English Applied Linguistics[29]
- DEAL 2022: Challenges and Opportunities in Contemporary English Applied Linguistics[30]

#### Folyóiratok
- overSEAS[31]
- The AnaChronist
- angolPark
- The Even Yearbook
- The Odd Yearbook
- Working Papers in Language Pedagogy (WoPaLP)[32]

#### Festschrifts
Az Intézet a következő festschifteket adta ki:
- At the Crossroads of Human Fate and History (Tibor Frank Festschrift, 2019)
- Built upon His Rock: Writings in Honour of Péter Dávidházi (2018)
- 70 snippets to mark Ádám Nádasdy’s 70th birthday (2017)
- Heroes and Saints: Studies in Honour of Katalin Halácsy (2015)
- Inspirations in Foreign Language Teaching: Studies in Language Pedagogy and Applied Linguistics in Honour of Péter Medgyes (2015)
- Whack fol the dah: Writings for Ferenc Takács on his 65th Birthday (2013)
- „Úgyse hiába”: Emlékezések és tanulmányok a műhelyalapító Géher István tiszteletére (2013)
- VLlxx: Papers Presented to László Varga on his 70th Birthday (2013)
- Essays for the 60th Birthday of Enikő Bollobás (2012)
- Studies in Applied Linguistics: In Honour of Edit H. Kontra (2012)
- Rare Device: Writings in Honour of Ágnes Péter (2011)
- Who to Believe Expecting What: Writings for István Géher on his 70th Birthday (2010)
- The Reality of Ruminations: Writings for Aladár Sarbu on his 70th Birthday (2010)
- Emlékkönyv Frank Tibor 60. születésnapjára (2008)
- The Metaphors of Sixty: Papers Presented on the Occasion of the *60th Birthday of Zoltán Kövecses (2006)

### Kutatócsoportok
- Equal chances in Language Learning Research Group[34]
- Budapest Research Centre for Lingusitic Theory (BRaCeLeT)
- Experimental and theoretical investigation of vowel harmony patterns
- Cultural Memory
- Equal Rights in Language Learning (2007–2010)
- Research into the Motivation of Hungarian Language Learners (2005–2007)[35]

### Kutatók
Frissítve: 2024. március 20.

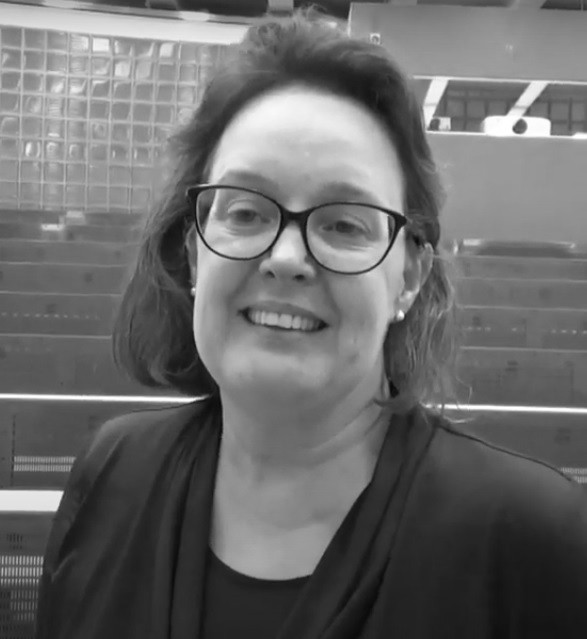
Csizér Kata az egyik legtöbbet idézet kutató a Google Tudós alapján

A következő lista az ismertebb kutatókat tartalmazza. Az ismertség a Google Tudós idézetek alapján lett megállapítva. A félkövérrel szedett oktatók jelenleg is az intézet kutatói.
| Idézetek száma | Oktató |
| -------------- | --- |
| 10000–50000    | Csizér Kata (AANyT), Kövecses Zoltán (ANyT)                                                                                            |
| 5000–10000     | Marcel Den Dikken (ANyT), |
| 1000–5000      | Siptár Péter (ANyT), Mark Newson (ANyT), Lázár Ildikó (ANyPT), Piniel Katalin (AANyT), Tartsayné Németh Nóra (AANyT)                   |
| 500–1000       | Albert Ágnes (AANyT), Árva Valéria (ANyPT), Szigetvári Péter (ANyT), Tankó Gyula (AANyT)                                               |
| 100–500        | Bollobás Enikő (Ame.T), Dóczi Brigitta (AANyT), Illés Éva (AANyt), Kálmán Csaba (AANyT), Károly Krisztina (ANyPT), Varga László (ANyT) |

Ame.T = Amerikanisztika Tanszék, Ang.T = Anglisztika Tanszék, AANyT = Angol Alkalmazott Nyelvészeti Tanszék, ANyT = Angol Nyelvészeti Tanszék, ANyPT = Angol Nyelvpedagógia Tanszék

## Konferenciák
- Contemporary Crossroads[56]
- International Student Poster Presentation Conference (ISPPC)[57]
- Össznyelvész[58]

## Könyvtárosok
- Rakovszky Zsuzsa (1978–1981)
- Oravecz Péter (1996–1997)
- Deák Nóra (1996–2022)

## Ismertebb hallgatók
- Albert Ágnes, nyelvész (2000)
- Albert Györgyi, újságíró (1987)
- Baló Júlia, író
- Bán Zsófia, nyelvész
- Bartos Huba, nyelvész
- Bayer Antal, fordító
- Bíró Dávid, szociológus (1976, angol-német) (1982 PhD, amerikanisztika)
- Bognár József, nyelvész
- Borbás Mária, műfordító
- Csapó Csaba, irodalomtörténész
- Csizér Kata, nyelvész és egyetemi tanár
- Dávidházi Péter, irodalomtörténész
- Dékány Éva, nyelvész
- Deres Kornélia, költő
- Dezsényi Katalin, műfordítás
- Dörnyei Zoltán, nyelvész
- Fabó Kinga, költő
- Földényi F. László, művészettörténész
- Frank Tibor, történész és egyetemi tanár
- Gerle Éva, újságíró
- Hamvai Kornél, műfordító
- Hankiss Elemér, szociológus
- Hidvéghi Balázs, politikus
- Horgas Judit, író (PhD, 2006)
- Kálmán C. György, irodalomtörténész
- Kalmár György, újságíró
- Kántás Balázs, irodalomtörténész (BA, 2009)
- Kenyeres János, irodalomtörténész
- Kenyeres Zoltán, irodalomtörténész
- Klaniczay Gábor, történész
- Klaudy Kinga, nyelvész
- Kormos Judit, nyelvész
- Kósa Gábor, orientalista
- Kovács Lola, festőművész
- Lánczi András, politológus (1981)
- Lázár Júlia, műfordító
- Lengyel Anna, dramaturg
- Liptay Katalin, újságíró
- Mesterházi Márton, műfordító
- Mesterházi Mónika, költő
- Nádasdy Ádám, nyelvész és egyetemi tanár
- Nagy Anna, újságíró
- Nemes Anna, műfordító
- N. Kiss Zsuzsa, műfordító
- Ónodi Eszter, színész (1995)[59]
- Papp Nándor, tolmács
- Pálos Tamás, újságíró
- Pók Attila, történész
- Prekop Gabriella, műfordító
- Rakovszky Zsuzsa, író
- R. Székely Julianna, újságíró
- Sarbu Aladár, nyelvész
- Siptár Péter, nyelvész és egyetemi tanár
- Szegedy-Maszák Mihály, történész
- Szenes Andrea, újságíró
- Szerb János, orientalista (1980)
- Szőcs László, újságíró (1995)
- Tótfalusi István, író
- Tóth Béla, atléta
- Török Tamara, dramaturg
- Törkenczy Miklós, nyelvész és egyetemi tanár
- Váradi Tamás, nyelvész
- Widder Kristóf, színész (2008)
- Závada Pál, költő (2009)

## Rangsor
|    | Kategória               | 2020    | 2021           | 2022    | 2023    |
| -- | ----------------------- | ------- | -------------- | ------- | ------- |
| QS | Angol nyelv és irodalom | 251-300 | Nem rangsorolt | 251-300 | 251-300 |

## Hivatkozás
1. ↑  Angol-Amerikai Intézet. btk.elte.hu. (Hozzáférés: 2021. április 3.)
2. ↑  Frank, T., & Károly, K. (2009). Anglisztika és amerikanisztika. (Hozzáférés: 2021. május 25.)
3. ↑  Hegedűs Gyula: Magyar–angol kapcsolatok (1944–1956). doktori.btk.elte.hu. (Hozzáférés: 2021. május 15.)
4. ↑  Kultúrpolitika és közoktatásügy 1945–1989 között. mek.oszk.hu. (Hozzáférés: 2021. május 28.)
5. ↑  [iatefl.hu IATEFL-Hungary]. iatefl.hu. (Hozzáférés: 2021. november 1.)
6. ↑  Munkatársunk: Egyetemi emléktábla Budai László tiszteletére (magyar nyelven). BerényCafé, 2017. november 13. (Hozzáférés: 2023. szeptember 30.)
7. ↑  Valló Zsuzsanna (1947-2009). seas3.elte.hu. [2020. február 24-i dátummal az eredetiből archiválva]. (Hozzáférés: 2021. április 1.)
8. ↑  125 éves a budapesti angol szak. eltereader.hu. (Hozzáférés: 2021. április 4.)
9. ↑  Zsidózó matricák az ELTE-n. index.hu. (Hozzáférés: 2021. április 4.)
10. ↑  Antisemitic provocation in March 2013 and SEAS reaction. delg.elte.hu
11. ↑  Az ELTE BTK Angol-Amerikai Intézet szolidaritás nyilatkozata a CEU mellett. ltera.hu. (Hozzáférés: 2021. április 4.)
12. ↑  Kállya Géza (1959-2017). seas3.elte.hu. [2021. május 17-i dátummal az eredetiből archiválva]. (Hozzáférés: 2021. április 5.)
13. ↑  Elhunyt Frank Tibor történész, anglista-amerikanista, az MTA rendes tagja (magyar nyelven). MTA.hu, 2022. szeptember 18. (Hozzáférés: 2022. október 1.)
14. ↑  Zrt, HVG Kiadó: Elhunyt Frank Tibor professzor, akadémikus (magyar nyelven). hvg.hu, 2022. szeptember 17. (Hozzáférés: 2022. október 1.)
15. ↑  Origo: Meghalt Frank Tibor (magyar nyelven). https://www.origo.hu/. (Hozzáférés: 2022. október 1.)
16. ↑  Elhunyt Öveges Enikő (magyar nyelven). www.btk.elte.hu. (Hozzáférés: 2022. december 1.)
17. ↑  About the School. delg.elte.hu. (Hozzáférés: 2021. április 4.)
18. ↑  Jegyzőkönyv az Angol-Amerikai Intézet 2002. szeptember 3-i értekezletéről. seas.elte.hu. [2004. szeptember 22-i dátummal az eredetiből archiválva]. (Hozzáférés: 2021. április 4.)
19. ↑  Tanszékek. btk.elte.hu. (Hozzáférés: 2021. április 3.)
20. ↑  Department of English Linguistics, Eötvös Loránd University, Budapest » people [English Linguistics, Budapest]. seas.elte.hu. (Hozzáférés: 2024. június 15.)
21. ↑  Erasmus egyetemek. seas.elte.hu. (Hozzáférés: 2021. április 3.)
22. ↑  Angol-Amerikai Intézet | ELTE Bölcsészettudományi Kar (magyar nyelven). www.btk.elte.hu. (Hozzáférés: 2022. november 8.)
23. ↑  Amerikanisztika Tanszék. btk.elte.hu. (Hozzáférés: 2021. április 4.)
24. ↑  Anglisztika Tanszék. btk.elte.hu. (Hozzáférés: 2021. április 4.)
25. ↑  Angol Alkalmazott Nyelvészeti Tanszék. btk.elte.hu. (Hozzáférés: 2021. április 4.)
26. ↑  Angol Nyelvészeti Tanszék. btk.elte.hu. (Hozzáférés: 2021. április 4.)
27. ↑  Angol Nyelvpedagógia Tanszék. btk.elte.hu. (Hozzáférés: 2021. április 4.)
28. ↑  szerk.: Kálmán Csaba: DEAL 2020: A Snapshot of Diversity in English Applied Linguistics (angol nyelven). Eötvös University Press, 1-354. o. (2020). ISBN 978-963-489-284-7
29. ↑  szerk.: Tankó Gyula, Csizér Kata: DEAL 2021: Current Explorations in English Applied Linguistics. the Dean of Faculty of Humanities, Eötvös Loránd University [2021]. ISBN 978-963-489-423-0
30. ↑  szerk.: Tankó Gyula, Wind Attila Miklós: DEAL 2022: Challenges and Opportunities in Contemporary English Applied Linguistics (PDF) (angol nyelven), ELTE Eötvös Kiadó. DOI: 10.21862/ELTE.DEAL.2022. ISBN 978-963-489-550-3. Hozzáférés ideje: 2023. március 3.
31. ↑  overSEAS. seas3.elte.hu. [2018. július 11-i dátummal az eredetiből archiválva]. (Hozzáférés: 2021. április 3.)
32. ↑  Working Papers in Language Pedagogy. langped.elte.hu. (Hozzáférés: 2021. április 4.)
33. ↑  Publications. seas.elte.hu. (Hozzáférés: 2021. április 4.)
34. ↑  Equal Chances in Language Learning Research Group. esely.elte.hu. (Hozzáférés: 2021. április 3.)
35. ↑  Research projects at DEAL. ludens.elte.hu. (Hozzáférés: 2021. április 3.)
36. ↑  Angol–Amerikai Intézet. elte.hu. (Hozzáférés: 2021. április 23.)
37. ↑  Google Tudós: Csizér Kata. Google Tudós. (Hozzáférés: 2021. március 19.)
38. ↑  Google Tudós: Kövecses Zoltán. Google Tudós. (Hozzáférés: 2021. március 19.)
39. ↑  Google Tudós: Marcel Den Dikken. Google Tudós. (Hozzáférés: 2021. március 19.)
40. ↑  Archivált másolat. [2019. november 10-i dátummal az eredetiből archiválva]. (Hozzáférés: 2021. április 3.)
41. ↑  Google Tudós: Siptár Péter. Google Tudós. (Hozzáférés: 2021. március 19.)
42. ↑  Google Tudós: Mark Newson. Google Tudós. (Hozzáférés: 2021. április 3.)
43. ↑  Google Tudós: Lázár Ildikó. Google Tudós. (Hozzáférés: 2021. április 3.)
44. ↑  Katalin Piniel. scholar.google.com. (Hozzáférés: 2022. október 27.)
45. ↑  Nora Nemeth Tartsay. scholar.google.hu. (Hozzáférés: 2022. október 27.)
46. ↑  Ágnes Albert. scholar.google.hu. (Hozzáférés: 2022. október 27.)
47. ↑  Google Tudós: Árva Valéria. Google Tudós. (Hozzáférés: 2021. április 3.)
48. ↑  Google Tudós: Szigetvári Péter. Google Tudós. (Hozzáférés: 2021. április 3.)
49. ↑  Gyula Tanko. scholar.google.hu. (Hozzáférés: 2022. október 27.)
50. ↑  Enikő Bollobás. scholar.google.com. (Hozzáférés: 2023. április 11.)
51. ↑  Brigitta Dóczi. scholar.google.hu. (Hozzáférés: 2022. október 27.)
52. ↑  Éva Illés. scholar.google.nl. (Hozzáférés: 2022. október 27.)
53. ↑  Csaba Kálmán. scholar.google.com. (Hozzáférés: 2022. október 27.)
54. ↑  Google Tudós: Károly Krisztina. Google Tudós. (Hozzáférés: 2021. március 28.)
55. ↑  Google Tudós: Varga László. Google Tudós. (Hozzáférés: 2021. március 28.)
56. ↑  ELTE - SEAS - DEAL Budapest. deal.elte.hu. (Hozzáférés: 2023. április 22.)
57. ↑  ISPPC - International Student Poster Presentation Conference. isppc.elte.hu. (Hozzáférés: 2023. április 22.)
58. ↑  Össznyelvész Konferencia (magyar nyelven). ossznyelvesz.elte.hu. (Hozzáférés: 2023. április 23.)
59. ↑  „Az Egyetemi Színpad olyan hely volt, amiről az egyetemi éveknek szólnia kell.” (magyar nyelven). www.btk.elte.hu. (Hozzáférés: 2024. január 2.)
60. ↑  English Language and Literature 2020 (angol nyelven). Top Universities. (Hozzáférés: 2023. március 9.)
61. ↑  QS World University Rankings for English Language and Literature 2021 (angol nyelven). Top Universities. (Hozzáférés: 2023. március 9.)
62. ↑  QS World University Rankings for English Language and Literature 2022 (angol nyelven). Top Universities. (Hozzáférés: 2023. március 9.)
63. ↑  QS World University Rankings for English Language and Literature 2023 (angol nyelven). Top Universities. (Hozzáférés: 2023. október 8.)